# Società salesiana di San Giovanni Bosco

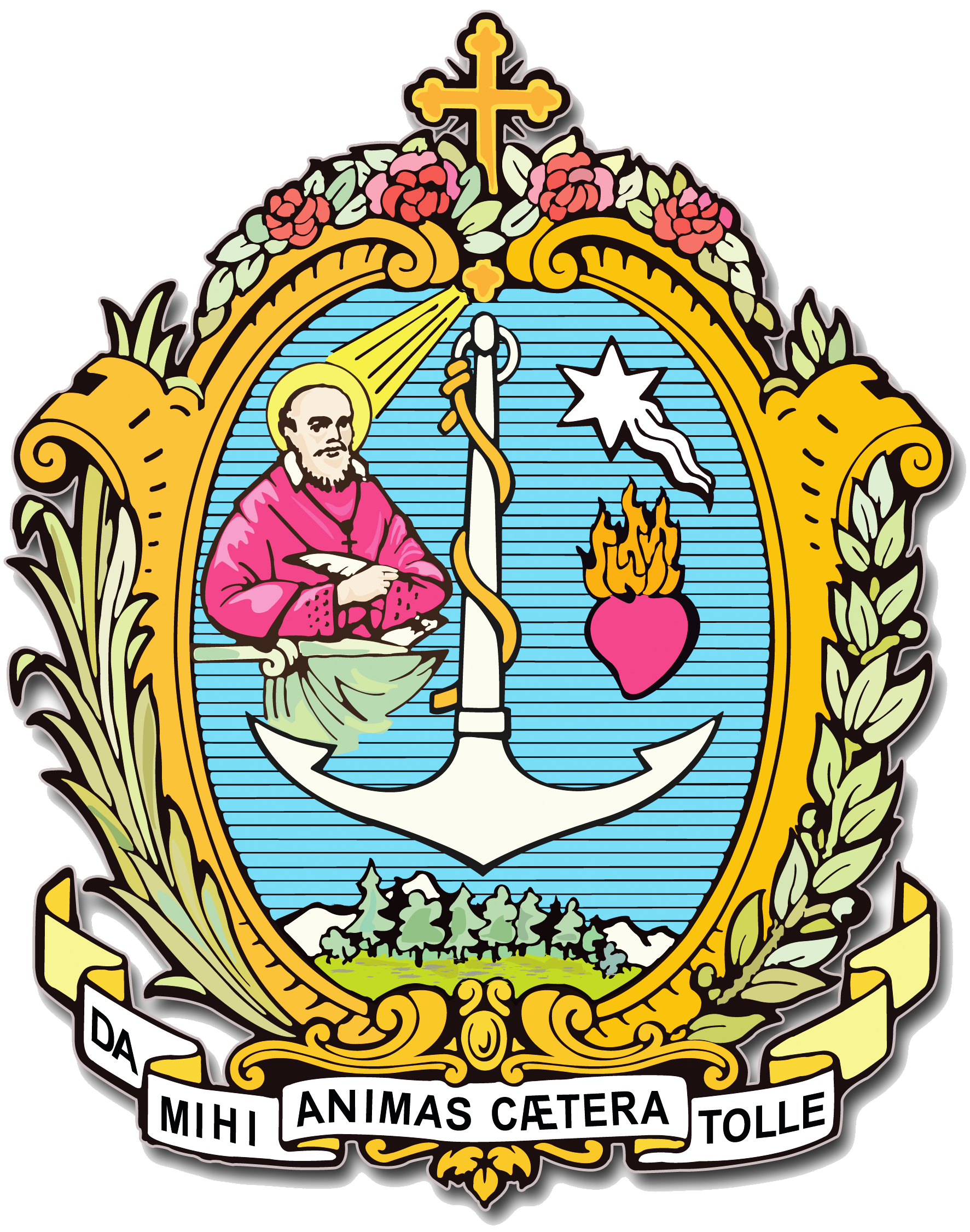
Lo stemma della congregazione

La Società salesiana di San Giovanni Bosco, o salesiani (in latino Societas Sancti Francisci Salesii; sigla S.D.B.), è un istituto religioso maschile di diritto pontificio.
La congregazione fu fondata nel 1859 da san Giovanni Bosco nel rione Valdocco di Torino a coronamento della sua lunga e intensa esperienza di apostolato tra la gioventù povera; i salesiani ricevettero il pontificio decreto di lode nel 1864 e le loro costituzioni furono approvate dalla Santa Sede nel 1874.
I salesiani si dedicano specialmente all'istruzione e all'educazione della gioventù in scuole, oratori, centri di formazione agricola e professionale, ma anche all'apostolato della stampa e alle missioni.

## Storia

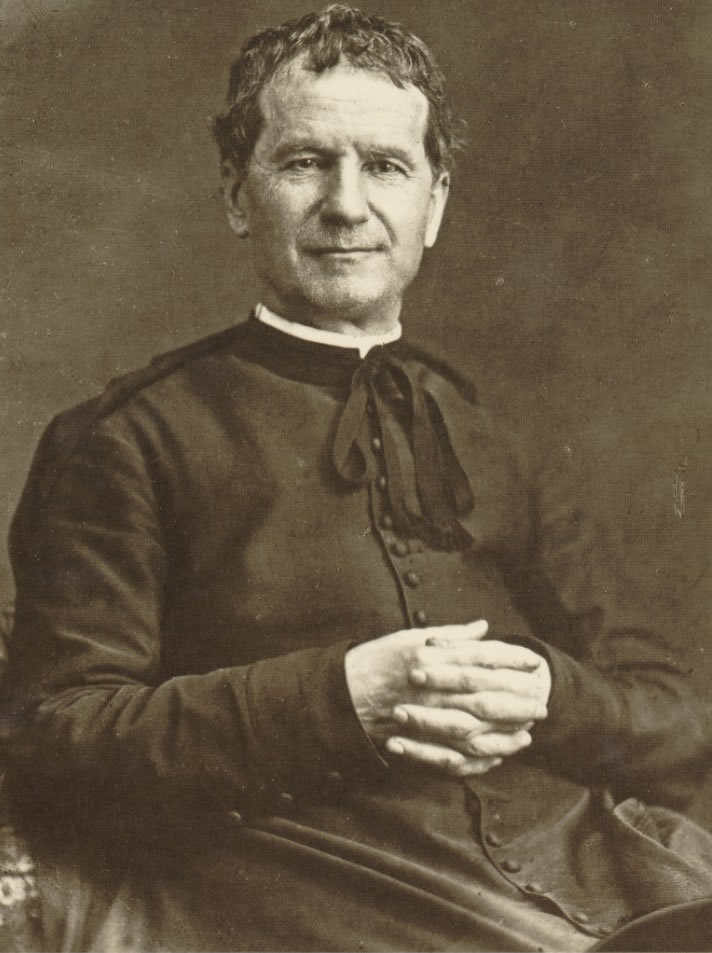
Giovanni Bosco, fondatore della Congregazione

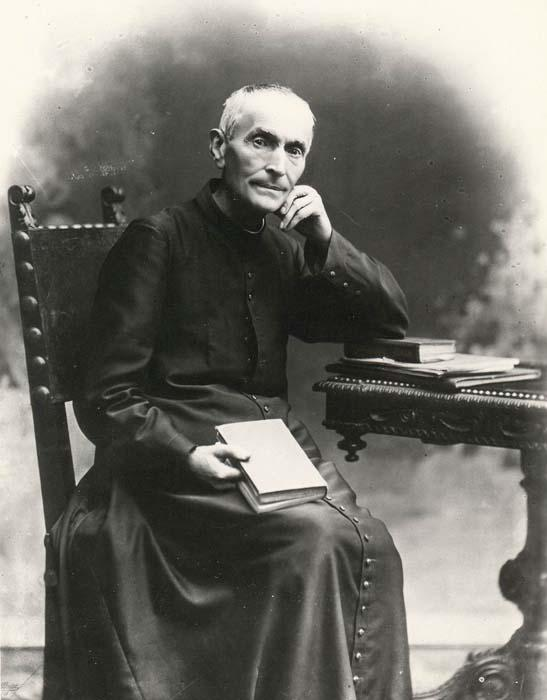
Michele Rua, secondo Rettor maggiore della Congregazione salesiana

### Le origini
La congregazione venne fondata da Giovanni Bosco (1815-1888): secondo dei figli di Francesco e Margherita Occhiena, modesti agricoltori, perse giovanissimo il padre e, all'età di sedici anni, iniziò a studiare a Chieri per diventare sacerdote. Venne ordinato prete il 6 luglio 1841 dall'arcivescovo di Torino Luigi Fransoni e per i tre anni successivi soggiornò nel capoluogo piemontese dove perfezionò la sua formazione teologica presso il Collegio ecclesiastico.
Grazie all'amicizia con don Giuseppe Cafasso, suo conterraneo, don Bosco conobbe la drammatica realtà delle carceri giovanili. In quegli anni Torino stava conoscendo un periodo di rapida industrializzazione e molti giovani si trasferivano dalle aree rurali in città per cercare lavoro: l'8 dicembre 1841 diede inizio alla sua opera educativa in favore dei giovani iniziando a insegnare il catechismo a un apprendista muratore presso la chiesa di San Francesco. I ragazzi da lui seguiti divennero presto quasi duecento.
Inizialmente la marchesa di Barolo mise a disposizione di don Bosco e dei sacerdoti che collaboravano con lui dei locali presso il suo "Rifugio", una casa di accoglienza per ragazze "pericolanti" e "traviate": il 12 aprile 1846 l'opera trovò una sede stabile nella tettoia messa a disposizione da Francesco Pinardi a Valdocco. La tettoia divenne anche un centro per l'assistenza ai senzatetto, e per i servizi domestici don Bosco fece giungere da Chieri sua madre, che collaborò all'opera del figlio fino alla sua morte, avvenuta nel 1857.
Don Bosco dedicò il suo oratorio a san Francesco di Sales (da cui poi il nome della congregazione), in onore del quale il 20 giugno 1852 venne eretta la prima chiesa della compagnia: il vescovo di Ginevra venne scelto come patrono dell'opera sia perché era uno dei santi più venerati del Piemonte, sia perché incarnava i principi di amorevolezza, ottimismo e umanesimo cristiano che erano fondamento del sistema pedagogico di don Bosco.
Per assicurare una buona formazione e la possibilità di trovare un lavoro ai suoi giovani, don Bosco eresse laboratori per apprendisti, una scuola serale, un ginnasio e una tipografia.

### La nascita della congregazione
Il 26 gennaio 1854 don Bosco riunì quattro collaboratori per gestire l'opera.
Il ministro liberale Urbano Rattazzi diede al fondatore alcuni suggerimenti importanti per la struttura organizzativa della sua opera: Rattazzi propose di non dare all'istituto un carattere apertamente religioso, ma di creare di un'associazione di liberi cittadini che collaborassero volontariamente al bene della gioventù povera e abbandonata, i cui membri conservassero i diritti civili e, se sacerdoti, portassero la veste del clero secolare; suggerì inoltre che coloro che detenevano degli uffici fossero chiamati con nomi profani come ispettore o direttore.
Nel 1858 don Bosco venne ricevuto a Roma da papa Pio IX che ne incoraggiò l'opera. Il 18 dicembre 1859 il fondatore e i suoi primi compagni si raccolsero nella nuova società religiosa impegnandosi a costituire una congregazione per promuovere la gloria di Dio e la salvezza delle anime più bisognose di istruzione e di educazione: la professione dei voti pubblici di povertà, obbedienza e castità da parte dei primi ventidue membri ebbe luogo il 14 maggio 1862.
Per ottenere il riconoscimento pontificio dell'istituto, il fondatore inviò presso la Santa Sede la regola da lui abbozzata e una lettera di raccomandazione firmata da cinque vescovi (non quello di Torino, in quanto l'arcivescovo Luigi Fransoni era morto esule a Lione e la sede era vacante: il vicario capitolare Giuseppe Zappata aveva però promesso il riconoscimento diocesano). La Società Salesiana ricevette il pontificio decreto di lode il 23 giugno 1864.
Poiché la congregazione non aveva ancora ricevuto il pieno riconoscimento della curia diocesana torinese, i salesiani non vennero però autorizzati a rilasciare le lettere dimissorie, cioè il permesso per i candidati al sacerdozio formati dalla comunità a essere lecitamente ordinati da un vescovo. Il nuovo vescovo, Alessandro Riccardi di Netro, si mostrò ostile all'opera di don Bosco e rifiutò l'ordine agli aspiranti che non avessero frequentato il seminario diocesano; anche Lorenzo Gastaldi, successore di Riccardi di Netro, cercò di impedire che l'opera di don Bosco venisse sottratta alla giurisdizione della curia torinese.
Don Bosco decise di trattare l'approvazione del suo istituto direttamente con la congregazione per i Religiosi che modificò sensibilmente le costituzioni redatte dal fondatore ma consentì al papa di approvarle definitivamente il 3 aprile 1874.
Solo il 28 giugno 1884 la Società Salesiana ottenne dalla Santa Sede il privilegio dell'esenzione.

### La pedagogia salesiana

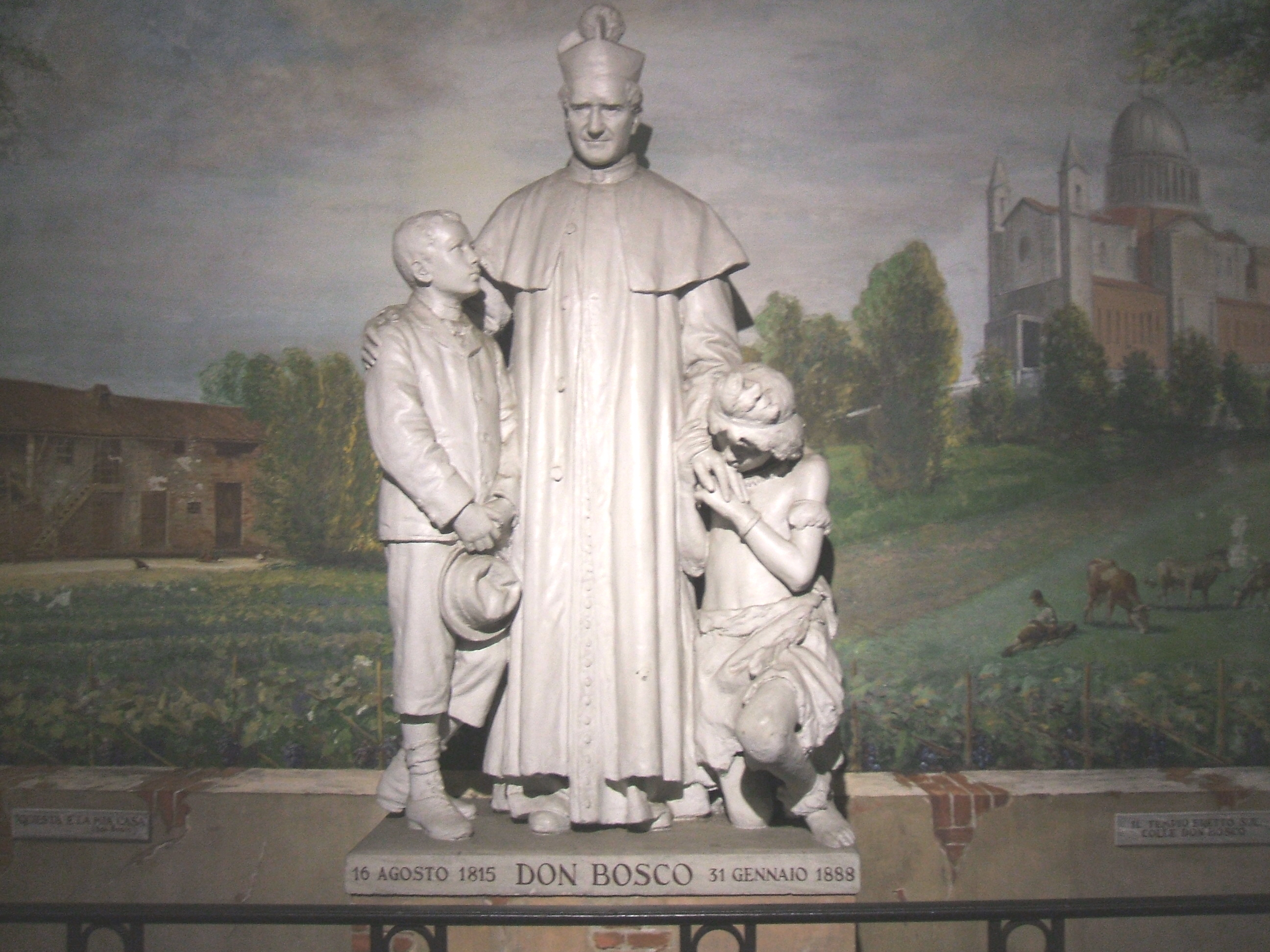
Giovanni Bosco con due giovani allievi: scultura nella sede della congregazione a Valdocco

I principi educativi della Società Salesiana sono esposti in alcuni scritti del fondatore: Il giovane provveduto, Ricordi confidenziali ai direttori, Il sistema preventivo nell'educazione della gioventù, la Lettera da Roma e la Lettera circolare sui castighi.
Don Bosco respinge i metodi repressivi e propone il "metodo preventivo": sostiene la necessità di far conoscere agli educandi le regole e le prescrizioni della comunità e invita gli educatori a vigilare con amore per impedire ai giovani di commettere mancanze, ponendo l'educando in condizione ottimali per raggiungere uno sviluppo armonico.
L'anima della pedagogia salesiana è la "carità pastorale": gli educatori sono invitati ad agire con amore, cordialità e affetto. Bisogna, inoltre, far comprendere ai giovani di essere amati, poiché chi sa di essere amato ama a sua volta.

### Le missioni
La prima richiesta ai salesiani per l'apostolato missionario giunse dall'Argentina, per l'evangelizzazione della Patagonia. Il 12 maggio 1875 don Bosco scelse tra i suoi collaboratori i missionari: a capo della spedizione venne posto il futuro cardinale Giovanni Cagliero. Dall'Argentina i salesiani si diffusero negli stati più a nord (in Uruguay e in Brasile, dove ebbero un ruolo importante nelle missioni in Amazzonia e Mato Grosso) e nel 1896 giunsero negli Stati Uniti d'America.
L'impegno in Africa era già stato nei progetti di don Bosco, ma solo dopo la morte del fondatore i primi salesiani si stabilirono nel continente. Nel 1891 i salesiani aprirono una casa a Orano, in Algeria, ma fu in Congo che l'apostolato della società ebbe i migliori successi: i missionari giunsero nel Katanga nel 1912 e nel 1925 il territorio venne eretto in prefettura apostolica.
Nel 1906, con l'arrivo dei primi missionari in India, i salesiani estesero la loro missione all'Asia. Louis Mathias e Stefano Ferrando svolsero il loro apostolato nell'Assam e nelle regioni al confine con il Tibet e la Birmania. Nel 1926 Vincenzo Cimatti guidò la missione salesiana in Giappone.

## Le attività della congregazione

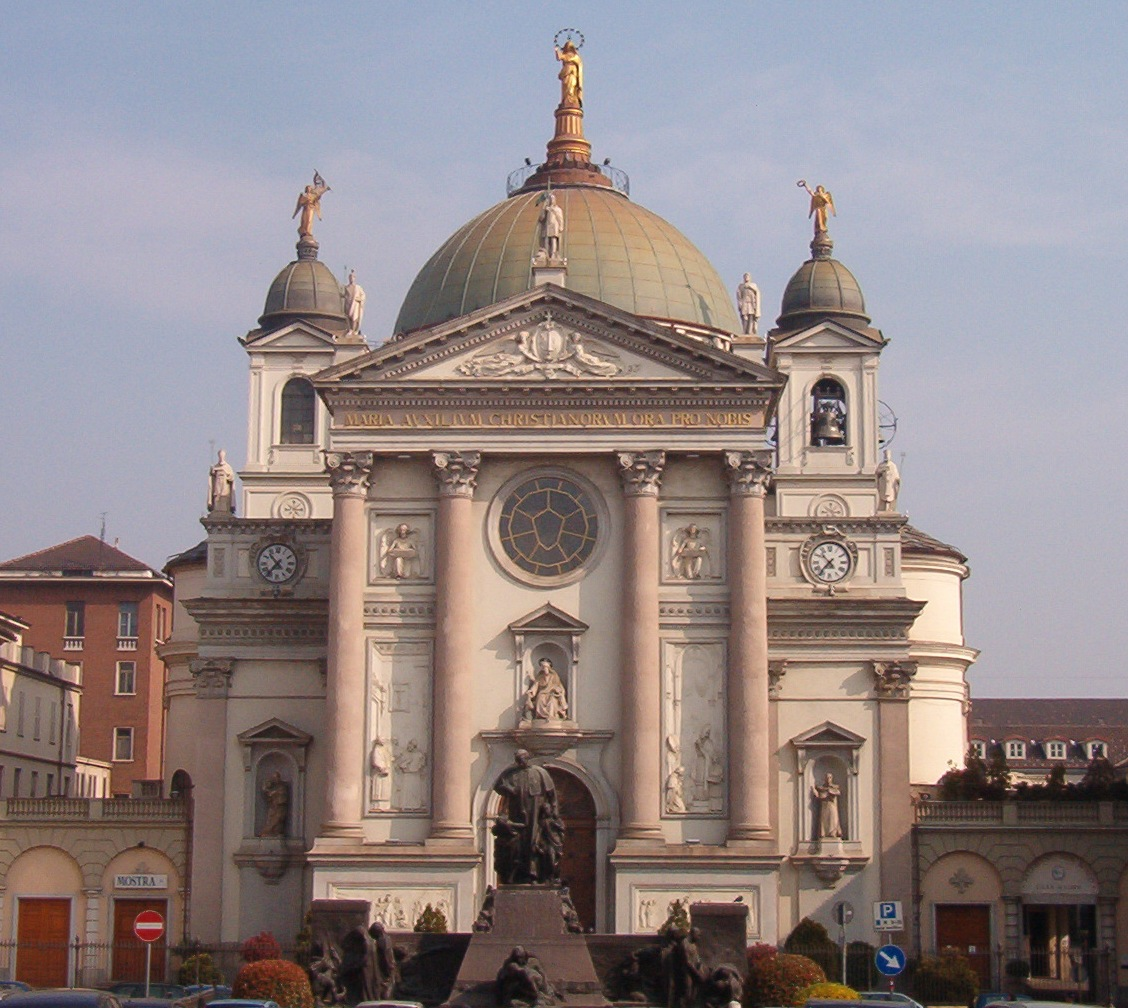
Il santuario di Maria Ausiliatrice a Torino

Secondo la versione delle costituzioni del 1984 (art. 2), lo scopo dei salesiani è quello di "essere nella Chiesa segni e portatori dell'amore di Dio ai giovani, specie ai più poveri".
I salesiani svolgono tale missione attraverso oratori, scuole, collegi, centri per la formazione professionale e agraria; gestiscono inoltre centri di orientamento vocazionale e case di spiritualità. Benché le costituzioni della Società sin dal 1923 proibiscano ai salesiani di accettare, in via ordinaria, la cura delle parrocchie, sono numerose quelle curate e amministrate da religiosi della congregazione.
A Roma ha sede la Pontificia Università Salesiana, comprendente le facoltà di diritto canonico, filosofia, teologia e scienze dell'educazione. L'ateneo venne fondato a Torino nel 1940 e venne trasferito a Roma nel 1960: venne elevato a università da papa Paolo VI con il motu proprio "Magisterium Vitae" del 24 maggio 1973.
Anche le comunicazioni sociali sono un'area di peculiare intervento per i salesiani: gestiscono case editrici come l'Elledici di Torino, la LAS di Roma e altre in Spagna, Stati Uniti d'America, India, Europa orientale e Sud America; la SEI di Torino, fondata nel 1859 da don Bosco, è stata acquisita nel 2018 dall'Editrice La Scuola di Brescia.
Le missioni salesiane sono impiantate nell'America del Sud, in Medio Oriente, nell'estremo Oriente e in Africa, dove sono presenti in una trentina di stati.

## La spiritualità
Giovanni Bosco è stato beatificato il 2 giugno 1928 da papa Pio XI, che lo ha proclamato santo il 1º aprile 1934.
Devozione tipica dei salesiani è quella a Maria, onorata con il titolo di Ausiliatrice (aiuto dei cristiani), in onore della quale don Bosco promosse la costruzione di una solenne basilica a Torino.
Tra gli altri salesiani elevati all'onore degli altari si ricordano: Maria Domenica Mazzarello, cofondatrice delle suore salesiane; Domenico Savio, giovane allievo di don Bosco; Luigi Versiglia e Callisto Caravario, martiri in Cina; il beato Michele Rua, successore del fondatore alla guida della congregazione. Luigi Carrara morto martire nella Repubblica Democratica del Congo il 18 novembre 1964 e beatificato il 18 agosto 2024.
Il servo di Dio Salvo D'Acquisto apparteneva agli ex allievi salesiani.

## La struttura organizzativa

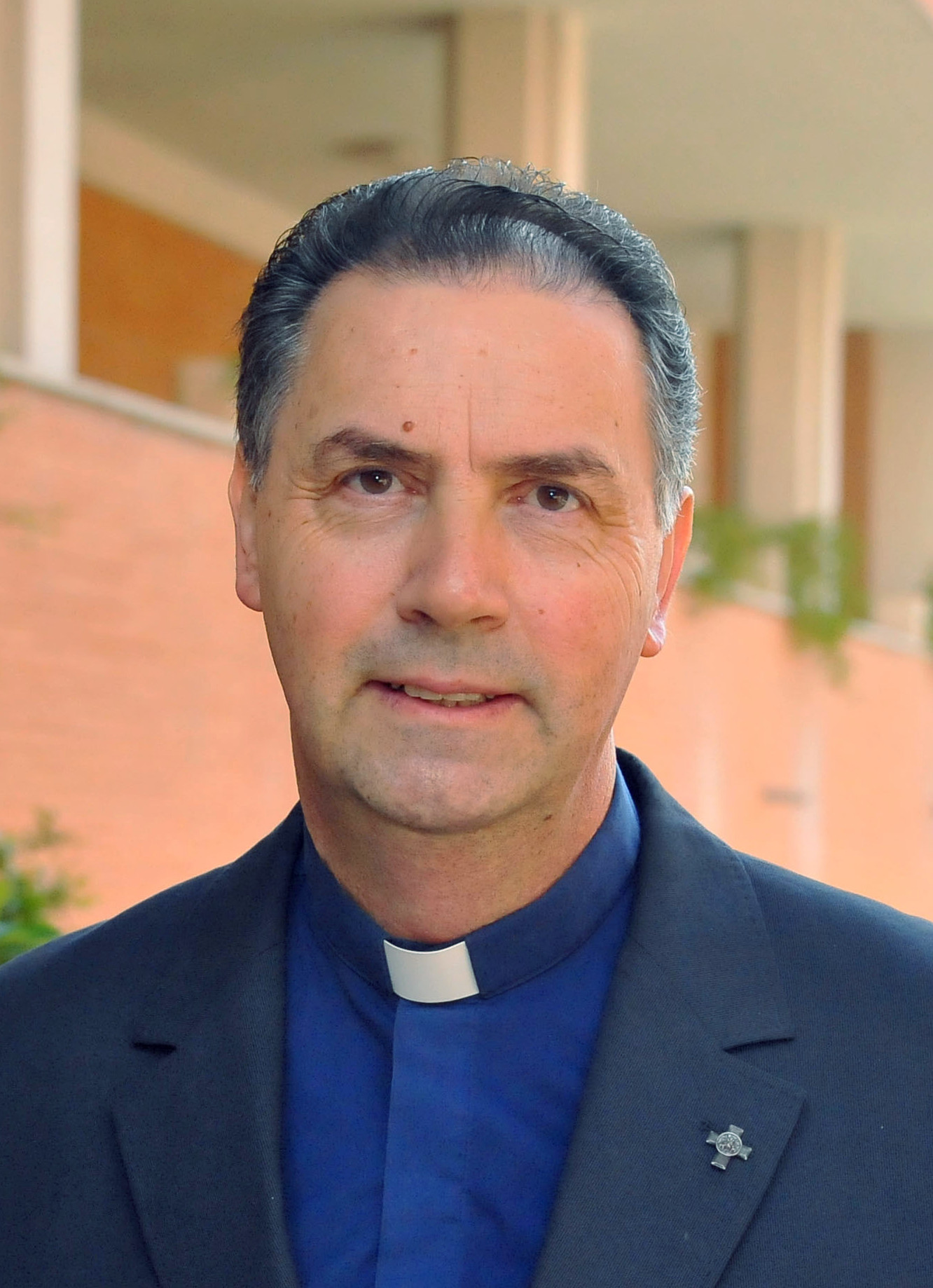
Ángel Fernández Artime, rettor maggiore dal 2014 al 2024, nominato cardinale nel 2023

La Società salesiana di San Giovanni Bosco è una congregazione clericale composta da sacerdoti, chierici e laici che emettono i voti religiosi in forma semplice.
La potestà legislativa è esercitata dal capitolo generale, che si riunisce ogni sei anni; i capitoli provinciali vengono celebrati triennalmente.
Il governo centrale è affidato a un moderatore supremo che porta il titolo di rettore maggiore e che è assistito dal consiglio superiore; le province, dette "ispettorie", sono affidate a un ispettore affiancato dal consiglio ispettoriale; le comunità locali sono rette da un Direttore con il consiglio della casa.
Il Rettor maggiore risiede presso la Casa Generalizia di Via Marsala, 42 in Roma.
Dal 1965 le ispettorie sono raggruppate in Regioni, che garantiscono il legame tra il governo centrale e le province. Le regioni, riorganizzate durante il capitolo generale del 2014, sono sette: Europa mediterranea (che comprende anche il Medio Oriente); Europa centro-nord (comprese le isole britanniche); Interamerica (America centro-settentrionale); America Cono Sur; Asia sud (India e Sri Lanka); Asia est-Oceania (Cina, Giappone, Filippine, Sud-est asiatico, Australia); Africa-Madagascar.
Lo stemma della congregazione, disegnato da Boidi, venne utilizzato per la prima volta in una circolare firmata da don Bosco l'8 dicembre 1885: reca i simboli delle virtù teologali (una stella raggiante per la fede, un'ancora per la speranza e un cuore ardente per la carità), l'immagine di san Francesco di Sales (titolare della congregazione) e, nella parte bassa dello scudo, un bosco (allusivo al cognome del fondatore) con le vette di alcuni monti sullo sfondo (simbolo della perfezione a cui devono tendere i membri della società). Il cartiglio reca il motto «Da mihi animas, cetera tolle» ([Signore,] datemi anime, prendetevi tutte le altre cose).

## La famiglia salesiana
Alla famiglia salesiana appartengono i tre gruppi fondati dallo stesso don Bosco (la congregazione maschile, quella femminile delle Figlie di Maria Ausiliatrice e i salesiani cooperatori, che costituiscono una sorta di terz'ordine) e quelli fondati da altri salesiani, i cui membri si propongono di vivere nello spirito e nella spiritualità di don Bosco.
Tra i principali: le Volontarie di Don Bosco, istituto secolare femminile fondato da Filippo Rinaldi nel 1917; le Figlie dei Sacri Cuori di Gesù e di Maria, fondate nel 1905 in Colombia da Luigi Variara; le Salesiane Oblate del Sacro Cuore di Gesù, fondate a Bova Marina dal vescovo Giuseppe Cognata; le Suore della Carità di Gesù, fondate in Giappone da Antonio Cavoli; le Suore Missionarie di Maria Aiuto dei Cristiani, create da Stefano Ferrando in India.
La famiglia salesiana comprende altresì le associazioni degli ex allievi e delle ex allieve dei salesiani e delle Figlie di Maria Ausiliatrice.

## Statistiche e diffusione
Alla morte del fondatore (1888) i salesiani erano 773, organizzati in 57 case. La seguente tabella dà un quadro dell'andamento del numero dei membri della Società salesiana di San Giovanni Bosco nel primo secolo della sua storia.
| Anno | Membri |
| ---- | ------ |
| 1875 | 171    |
| 1880 | 405    |
| 1885 | 593    |
| 1890 | 994    |
| 1895 | 1.735  |
| 1900 | 2.723  |
| 1915 | 4.257  |
| 1930 | 7.652  |
| 1945 | 13.483 |
| 1955 | 17.161 |
| 1965 | 21.185 |

La congregazione raggiunse il suo massimo sviluppo nel 1967, quando arrivò a contare 21.614 religiosi professi e 1.196 novizi; a causa della rapida espansione, non sempre depurata e controllata, e della crisi nell'ambito ecclesiale concomitante con la celebrazione del Concilio Vaticano II, nel decennio successivo si registrò un notevole calo del numero dei salesiani (nel 1977 i professi erano 16.619, oltre il 20% in meno rispetto al 1967).
Negli ultimi anni l'onda espansiva della congregazione ha gravato soprattutto sulle province indiane e filippine, mentre i sintomi di un recupero in Occidente denotano una certa lentezza. La seguente tabella dà un quadro dell'andamento del numero dei membri dell'istituto negli ultimi anni.
| Anno | Sacerdoti | Laici-coadiutori | Novizi | Membri | Case  |
| ---- | --------- | ---------------- | ------ | ------ | ----- |
| 1981 | 11.079    |                  |        | 16.915 | 1.398 |
| 1991 | 11.206    |                  |        | 17.606 | 1.641 |
| 1995 | 11.194    |                  |        | 17.567 | 1.742 |
| 2002 | 11.180    |                  |        | 16.911 | 1.856 |
| 2004 | 11.137    |                  |        | 16.682 | 1.879 |
| 2010 | 10.698    |                  |        | 15.953 | 1.862 |
| 2011 | 10.625    | 1.871            | 437    | 15.760 | 1.835 |
| 2012 | 10.571    | 1.824            | 451    | 15.573 | 1.832 |
| 2013 | 10.524    | 1.758            | 441    | 15.536 | 1.823 |
| 2015 | 10.065    | 1.690            | 434    | 14.313 | 1.768 |
| 2016 | 10.065    | 1.655            | 432    | 14.326 | 1.771 |
| 2020 | 9.509     | 1.488            | 443    | 14.144 | 1.728 |

Alla fine del 2019 contavano 1.855 case e 14.767 membri, 9.847 dei quali sacerdoti e 1.556 coadiutori e 410 novizi.
L'annuario 2021 contenente le statistiche del 2020 indica che i salesiani nel mondo sono 14.114 membri totali, di cui 9.509 sacerdoti, 443 novizi, 1.488 coadiutori e 1.728 case erette.
La Società salesiana di San Giovanni Bosco costituisce il secondo più numeroso istituto religioso maschile della Chiesa cattolica, preceduto dalla Compagnia di Gesù (15.306 membri) e seguito dall'Ordine dei frati minori (12.726) e dall'Ordine dei frati minori cappuccini (10.349).